# Herényi Károly
Herényi Károly, teljes nevén Herényi Károly László (Budapest, 1950. december 2. –) magyar politikus, az MDF tagja, egy rövid ideig ideiglenes elnöke, országgyűlési képviselő 1998–2010 között, pártja volt frakcióvezetője.

## Tanulmányai
1968-ban érettségizett a budapesti Petrik Lajos Vegyipari Technikumban, majd a Chinoin Gyógyszer- és Vegyészeti Termékek Gyárában kezdett el szakmunkásként dolgozni.
1996-ban jogi tanulmányokba kezdett a Károli Gáspár Református Egyetemen, de nem fejezte be azokat. 2001-ben a Havas Henrik-féle, a Szegedi Tudományegyetem alá tartozó Budapesti Média Intézetbe vették fel.

## Szakmai pályafutása
A Chinointól átkerült a Csepeli Hajtómű és Felvonógyárba, ahol laborvezetőként dolgozott. Onnan a Vörös Október Mgtsz melléküzemébe került. Megalapította a Komplex Kisszövetkezetet, majd 1987-ben vállalkozó lett, ruházati termékek gyártásával foglalkozott.

## Politikai pályafutása
1989-ben belépett a Magyar Demokrata Fórumba, 1990-ben a párt Somogy megyei elnökévé választották. 1992 és 1993 között elnöki tanácsadó volt.
1993 és 1998, valamint 2001 és 2007 között országos szóvivője volt a pártnak. Az országos elnökségbe 1999-ben került be, ugyanebben az évben rövid ideig általános alelnök is. 2001-ben kikerült az elnökségből, amikor újra a párt szóvivője lett. 2005 és 2007 között újra tagja volt az országos elnökségnek.
Az 1998-as országgyűlési választásokon a Fidesz és az MDF közös jelöltjeként mandátumot szerzett a balatonboglári választókerületben. Az MDF-frakció helyettes vezetője 1999-ig. 2000-ben az Országgyűlés jegyzőjévé választották, ezt a pozíciót a ciklus végéig tartotta. A 2002-es országgyűlési választásokon megerősítették egyéni mandátumát. Nem sokkal Balsai István akkori frakcióvezető lemondása után őt választották meg a helyére. Az MDF-frakció 2004-es felbomlása és újjáalakulása után újra frakcióvezetővé választották. A 2006-os országgyűlési választásokon pártja országos listáján szerzett mandátumot, egyéni kerületében alulmaradt a Fidesz-KDNP-s Móring József Attilával szemben. Újra megválasztották az MDF-frakció vezetőjévé. Az önkormányzati választásokon Balatonboglár polgármesteri tisztségéért indult el, de a választást nem nyerte meg. A 2006-ban kezdődő parlamenti ciklusban a költségvetési, pénzügyi és számvevőszéki bizottság tagja volt 2009. március 19-éig, amikor az MDF frakciója megszűnt, így frakcióvezetői posztja és bizottsági tagsága is megszűnt.
2009 júniusában Joó Szabolccsal bekerült az MDF elnökségébe, aminek az országgyűlési frakció megszűnéséig tagja volt. A pártból korábban kizárt Hock Zoltán és Pettkó András helyét vették át.
2009 júniusában a Legfőbb Ügyészség kérte a Parlamenttől Dávid Ibolya és Herényi Károly mentelmi jogának felfüggesztését, mivel gyanúsítottként szerették volna meghallgatni őket az UD Zrt. lehallgatási ügyében. Az Országgyűlés 2009 októberében úgy döntött, nem függeszti fel Dávid Ibolya és Herényi Károly mentelmi jogát, bár korábban Dávid és Herényi azt mondta, hogy "kérni fogják a felfüggesztést.". A 2010-es országgyűlési választáson az MDF szavazatainak aránya nem érte el a parlamentbe jutáshoz szükséges minimumot, így az új országgyűlésben már sem Dávid Ibolyát, sem Herényi Károlyt nem illeti meg a mentelmi jog. Mivel a büntetőeljárásról szóló törvény kimondja, hogy a mentelmi jog felfüggesztését követően az eljárást soron kívül folytatni kell, a politikusok számíthatnak rá, hogy az ügyészség az UD Zrt. ügyében megkeresi és kihallgatja őket.
Az elsőfokú bíróság felmentette Herényi Károlyt és Dávid Ibolyát. a másodfokú bíróság új eljárást rendelet el, amely még 2014-ben is tart.
Az MDF a 2010-es országgyűlési választáson nem jutott be az Országgyűlésbe. Miután Dávid Ibolya pártelnök lemondott tisztségéről, az MDF ideiglenes vezetője Herényi Károly lett, aki ezt a posztot 2010. június 20-áig látta el. Utódja Makay Zsolt lett.
2018 őszétől a Hír TV Szabadfogás című műsorának egyik állandó vendége.
2019-es önkormányzati választáson függetlenként elindult Balatonföldvár polgármester tisztségéért, eredménytelenül.
2024-ben újra sikertelenül próbálkozott a polgármesteri cím megszerzésére, de a Mosolygó Földvárért egyesület színeiben önkormányzati képviselő lett. A képviselő testületben alpolgármesteri címet kapott.

## Családja
Nős, második házasságában él, felesége nemzetközi referens. Négy lánygyermeke született. Egyik veje Gerendás Péter énekes, zenész.

## Külső hivatkozások
- MTI Ki Kicsoda 2009, Magyar Távirati Iroda Zrt., Budapest, 2008, 452. old., ISSN 1787-288X
- Herényi Károly országgyűlési adatlapja
- Herényi Károly életrajza az MDF honlapján

| Elődje: Dávid Ibolya | A Magyar Demokrata Fórum elnöke 2010. ápr. 11. – jún. 20. (ügyvezető elnök) | Utódja: Makay Zsolt |